# (32910) 1994 TE15
1994 تي إي 15 (ويعرف أيضًا باسم (32910) 1994 تي إي 15 وفق تسمية الكوكب الصغير) (بالإنجليزية: 1994 TE15)‏ هو كويكب ضمن حزام الكويكبات؛ وترتيبه 32910 من حيث الاكتشاف.
اكتُشف هذا الجُرم الفلكي بواسطة Satoru Otomo ‏ في 13 أكتوبر 1994.

## وصلات خارجية
- (32910) 1994 TE15 في قاعدة بيانات مختبر الدفع النفاث لأجرام النظام الشمسي الصغيرة

- الاكتشاف · مخطط المدار ·  العناصر المدارية · المعلمات المادية

- (32910) 1994 TE15 على موقع ويكي سكاي: DSS2, SDSS, GALEX, IRAS, Hydrogen α, X-Ray, Astrophoto, Sky Map, Articles and images